# Вильявисиоса, Хосе де
Хосе де Вильявисиоса (исп. José de Villaviciosa; 1589, Сигуэнса, Гвадалахара — 28 октября 1658, Куэнка (Испания)) — испанский поэт. Доктор права. Инквизитор.

## Биография
Испанский дворянин. Имел 2-х братьев и сестру. Брат Бартоломео стал секретарём инквизиции в Куэнка, а брат Франциско был нунцием в Толедо, сестра Мария стала настоятельницей францисканского монастыря в Толедо.
Хосе изучал право и богословие в университете Алькала-де-Энареса. Получил докторскую степень в области права и стал адвокатом в Мадриде. Позже был рукоположен в сан священника.
В 1622 был назначен докладчиком в Высшем совете инквизиции в Мадриде. Получил должность архидиакона Алькора. В 1638 году стал инквизитором в Мурсии, на соборе в Паленсии получил должность синекуры.
С 1648 года был каноником и архидиаконом Мойя.

## Творчество
Получил большую известность своей комической поэмой, бурлеском «La mosquea» («Война мух», 1615 и позже в 17-м т. «Biblioteca de autores españoles»), которая по богатству воображения и совершенству стиха причисляется в испанской литературе и ныне к лучшим произведениям этого рода поэзии.
Поэма содержит 925 строф, 7400 стихов, написанных на латыни в свободной форме и напоминает произведения Гомера, «Энеиды» Вергилия и «Метаморфозы» Овидия, создана под влияние Данте, например, в описании ада.